# Armstrong (Missouri)
Pour les articles homonymes, voir Armstrong.
Armstrong est une ville du comté de Howard dans le Missouri, aux États-Unis,. Elle est incorporée en 1953. Armstrong est situé dans le nord du comté.

## Démographie
Lors du recensement de 2010, le village comptait une population de 284 habitants. Elle est estimée, en 2017, à 281 habitants.
| Groupe            | Armstrong | Missouri | États-Unis |
| ----------------- | --------- | -------- | ---------- |
| Blancs            | 95,1      | 82,8     | 72,4       |
| Amérindiens       | 2,1       | 0,5      | 0,9        |
| Afro-Américains   | 1,8       | 11,6     | 12,6       |
| Métis             | 1,1       | 2,1      | 2,9        |
| Autres            | 0         | 3,0      | 11,2       |
| Total             | 100       | 100      | 100        |
|                   |           |          |            |
| Latino-Américains | 0         | 3,6      | 16,4       |

Selon l'American Community Survey, pour la période 2011-2015, 96,75 % de la population âgée de plus de 5 ans déclare parler l'anglais à la maison, 1,18 % déclare parler l'espagnol et 2,07 % une autre langue.

## Source de la traduction
- (en) Cet article est partiellement ou en totalité issu de l’article de Wikipédia en anglais intitulé « Armstrong, Missouri » (voir la liste des auteurs).